# イワギボウシ
イワギボウシ（岩擬宝珠、学名：Hosta longipes）は、キジカクシ科ギボウシ属の多年草。

## 特徴
根茎は短く、前年の葉の繊維が残った硬毛に覆われる。葉は根生し、長い葉柄があり、ふつう暗紫色の斑点が多数つく。葉身は楕円形または卵円形で、長さ10-13cm、先端は鋭突頭、縁は全縁、基部は心形になる。葉質は厚く光沢があり、表面は暗緑色で、葉脈は15-17脈あり、裏面は淡色で脈上は平滑になる。
花期は8-9月。花茎は株の中央から出て高さ25-30cmになる。花茎の上部に多数つく苞はやや小さく薄い膜質で、このため花茎が伸長する初期から花蕾が見え、開花時にはしおれてる。花柄は長く、花は淡紫色で長さは約4cm、花被片は6個、広筒部はふくらみ先は6裂して裂片は反り返る。花筒の無色で透明な線は広筒部の全長にわたる。雄蕊は6個あり、花柱1個とともに花筒の外に出る。果実はうつむかない細長い楕円体の蒴果で胞胚裂開し、種子は扁平な楕円形になり、片側に翼がある。

## 分布と生育環境
日本固有種。本州の東北地方南部、関東地方、東海地方に分布し、山地の谷沿いの湿った岩場や川のふちに着生し、ときに樹木の幹の上に着生する。

## 名前の由来
和名イワギボウシは、「岩擬宝珠」の意で、岩の上に生えるギボウシの意味。「擬宝珠」とは、この属の若い花序のようすが、和橋の欄干につける擬宝珠（ぎぼし）に似ていることによる。
種小名（種形容語）longipes は、「長柄の」の意味。

## ギャラリー

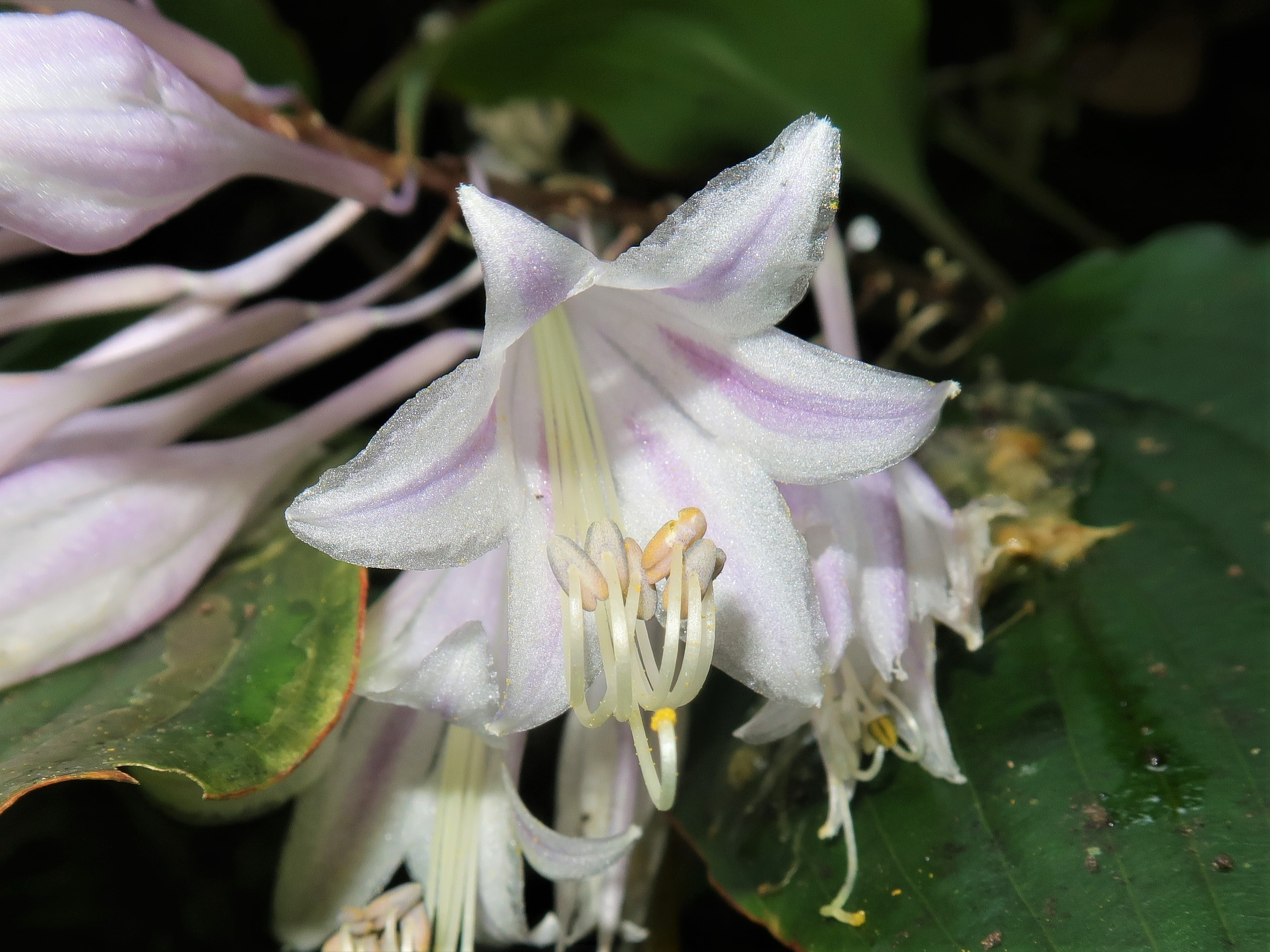
花被片6個の内側の脈が淡紫色になり、広筒部はふくらみ先は6裂して裂片は反り返る。
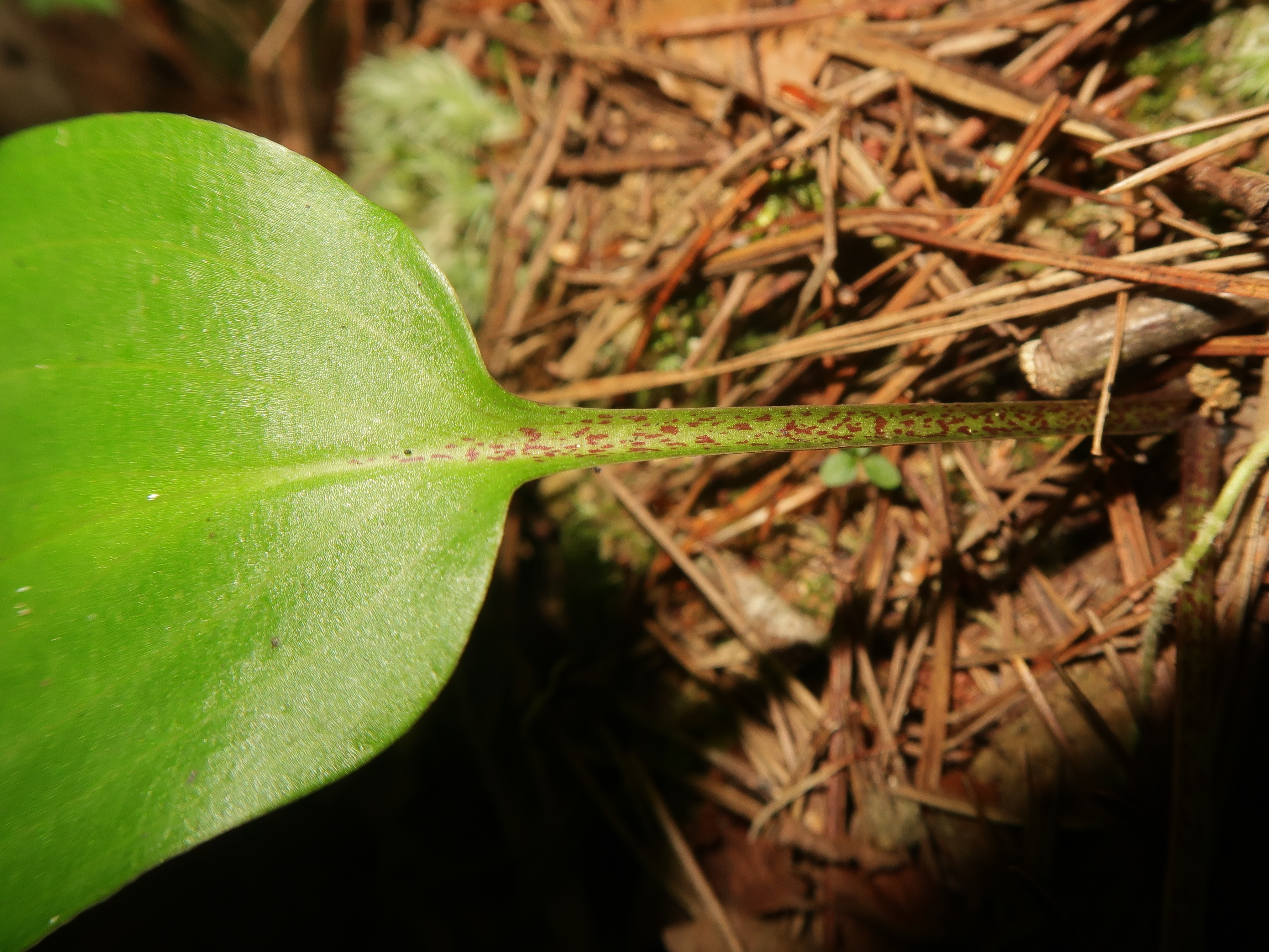
長い葉柄に暗紫色の斑点が多数つく。
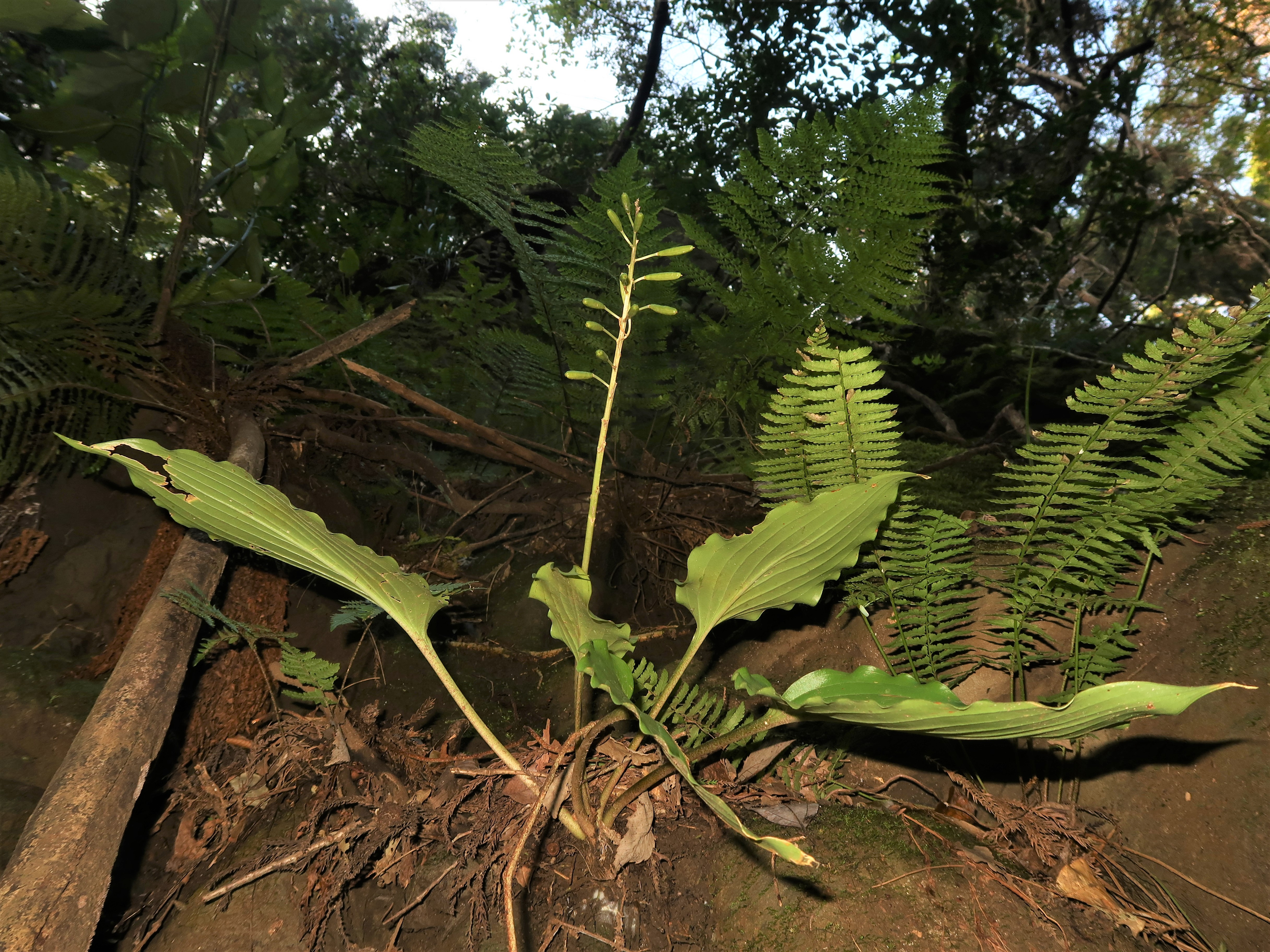
果実はうつむかないでつき、細長い楕円体の蒴果になる。
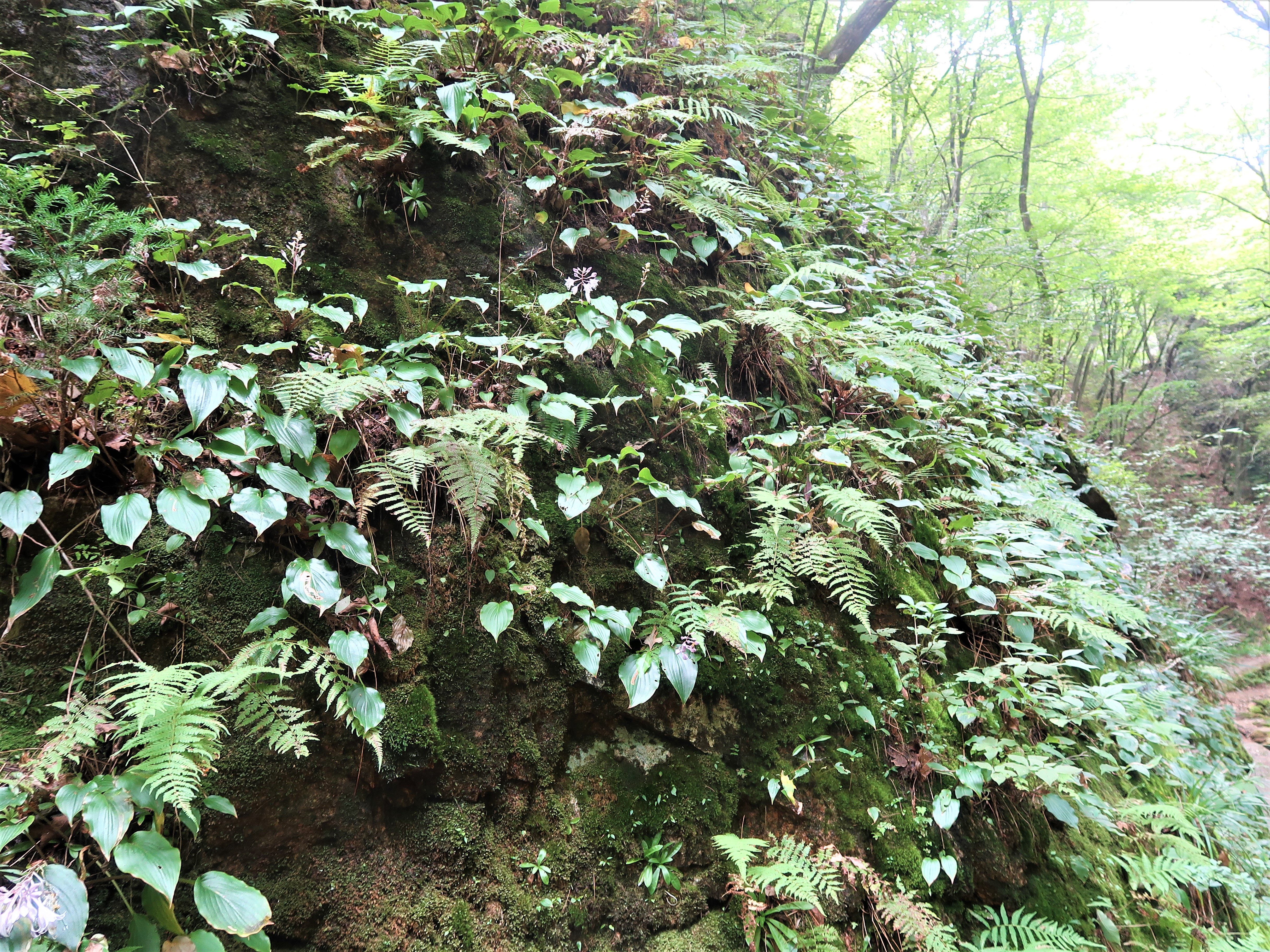
川沿いの湿った岩壁に着生している。

## 下位分類
本種を基本変種とする変種に、以下の地理的なまとまりのある4つの変種がある。
- サイコクイワギボウシ Hosta longipes (Franch. et Sav.) Matsum. var. caduca N.Fujita (1976)[11] - 基本変種に似ていて、苞が幅狭く、花茎が伸びる初期に早く苞がしおれる。四国西部、九州、朝鮮半島に分布する[4]。別名、ウスバイワギボウシ。タイプ標本の採集地は宮崎県東臼杵郡椎葉村[11]。変種名 caduca は、「早落性の」の意味[10]。
- イズイワギボウシ Hosta longipes (Franch. et Sav.) Matsum. var. latifolia F.Maek. (1940)[12] - 開花時にも苞がしおれず、張りを保ち、あまり開出しない。葉は厚く革質で縁は波状になり、花被片の内側の脈が淡紫色になる。伊豆半島、伊豆七島に分布する[4][6]。別名、アマギギボウシ、ハチジョウギボウシ。タイプ標本の採集地は静岡県天城山[12]。変種名 latifolia は、「広葉の」の意味[10]。白花のものを、白花品種のシロバナアマギイワギボウシ f. alba とする考えもある[13]。
- オヒガンギボウシ Hosta longipes (Franch. et Sav.) Matsum. var. aequinoctiiantha (Koidz. ex Araki) Kitam. (1966)[14] - イズイワギボウシに似るが、花茎が伸長するときに苞が星状に開出して見え[4]、花どうしが離れている[6]。本州の中部地方西部、近畿地方北部に分布する[4]。タイプ標本の採集地は岐阜県養老郡旧養老村（現、養老町）[6]。変種名 aequinoctiiantha は、「彼岸の季節の花」の意味[10]。
- ヒメイワギボウシ Hosta longipes (Franch. et Sav.) Matsum. var. gracillima (F.Maek.) N.Fujita (1976)[15] - 基本変種より小型。葉は狭卵形、花はまばらに数個つき[3]、花被片の内側の脈がやや濃紫色になる。四国と小豆島に分布する[4]。変種名 gracillima は、「非常に細長い」「大変繊細な」の意味[10]。

田村実 (2015) は、『改訂新版 日本の野生植物 1』において、基本変種と上記の4変種について、「他種と比べても変異が大きく、上の5変種を独立種とみなすほうがいいかどうかの検討が必要である」としている。